# Thomastown
Thomastown (irl. Baile Mhic Andáin) – miasto w hrabstwie Kilkenny w Irlandii, leżące przy rzece Nore, 17 km od miasta Kilkenny.